# Pseudocoremia campbelli
Pseudocoremia campbelli är en fjärilsart som beskrevs av Alfred Philpott 1927. Pseudocoremia campbelli ingår i släktet Pseudocoremia och familjen mätare. Inga underarter finns listade i Catalogue of Life.